# Lilian Baels
Lilian Baels, Mary Lilian Henriette Lucie Josephine Ghislaine Baels, född 28 november 1916 i Highbury i norra London, död 7 juni 2002 i Waterloo i Belgien, var hustru till kung Leopold III av Belgien. Äktenskapet var morganatiskt, och hon var därför inte drottning utan hade titeln prinsessan av Réthy. 

## Biografi

### Bakgrund
Hon var dotter till Hendrik Baels, en förmögen fiskhandlare som hade avancerat till minister i Inrikes- och jordbruksministeriet, och Anne Marie de Visscher. Fadern blev sedermera guvernör av Västflandern, en av Belgiens sju provinser.
Lilian var mycket språkbegåvad och talade engelska, franska, tyska och nederländska flytande. Hon var också duktig på idrott, i synnerhet simning och golf. Lilian Baels träffade den belgiske kungen 1938 på en golfbana i Knokke-le-Zoute. Han hade då varit änkeman i tre år. Lilian Baels blev efter ett tag utsedd till guvernant för de kungliga barnen. 

### Äktenskap
Leopold och Lilian gifte sig i hemlighet 11 september 1941. Hon blev ganska omgående gravid och de gifte sig borgerligt 8 december samma år, vilket kom till allmänhetens kännedom. Äktenskapet var morganatiskt; Lilian blev aldrig drottning av Belgien, men fick titeln "prinsessa av Réthy".
Deras giftermål var inte populärt i den kungliga familjen och inte heller bland det belgiska folket – man ansåg att kungen svikit folket. Medan folket led under andra världskriget hade han haft tid att finna sig en ny fru. Lilian blev ännu mer impopulär när det framkom att hennes far hade farit till södra Frankrike, där han förblev under återstoden av kriget. 
Parets första barn, sonen Alexander, föddes i juli 1942. När de allierade landsteg i Frankrike 1944 deporterades Leopold till Tyskland. Prinsessan Lilian och de kungliga barnen fördes först till ett fort i Hirchstein i Sachsen och sedan till Strobl, nära Salzburg. De befriades av USA:s VIII armé i maj 1945.
Efter kriget flyttade familjen till Schweiz. Leopold återvände till Belgien 1950 men tvangs abdikera i juli 1951. Ytterligare två barn föddes i äktenskapet, Marie-Christine 1951 och Marie-Esmeralda 1956.